# Nouilles biáng biáng

Le caractère biáng en chinois traditionnel. Il s'agit de l'un des sinogrammes les plus complexes (57 traits, inconnu des dictionnaires).

Le même caractère en chinois simplifié (42 traits).

Les nouilles biáng biáng (chinois simplifié : 𰻝𰻝面 ; chinois traditionnel : 𰻞𰻞麵 ; pinyin : biángbiáng miàn ; Wade : biang²biang² mian⁴) sont des sortes de nouilles chinoises originaires du Shaanxi dont elles sont l'une des « dix originalités » (chinois : 陝西十大怪). Particulièrement longues et épaisses, elles sont parfois comparées à une ceinture.
La création du caractère original de 57 traits qui les désigne est attribuée au ministre Li Si des Qin, mais les historiens et linguistes en doutent car il est absent du dictionnaire Kangxi. Il pourrait avoir été inventé tout exprès par le promoteur des nouilles. Ce caractère est rarement accessible par les méthodes habituelles de saisies informatique pour les caractères complexes utilisés en République populaire de Chine. Il est donc souvent remplacé par 棒, bàng (棒棒麵, bàng bàng miàn) ou 梆, bāng (梆梆麵, bāng bāng miàn).